# Athol Townley
Athol Gordon Townley (3 de octubre de 1905 – 24 de diciembre de 1963) fue un político australiano que sirvió en la Cámara de Representantes desde 1949 hasta su muerte en 1963. Miembro del Partido Liberal, sirvió como ministro en el Gobierno de Menzies de 1951 a 1963, siendo el último cargo ejercido como ministro de Defensa de 1958 a 1963.

## Primeros años
Townley nació en Hobart, Tasmania, y se educó en la Elizabeth Street State School y la Hobart High School, y en el Hobart Technical College. Se graduó como químico farmacéutico en 1928 y en 1930 encontró un trabajo como responsable del control de calidad de un panadero de Sídney. En 1931, se casó con Hazel Florence Greenwood y luego regresaron a Hobart, donde formó una sociedad con su hermano, Rex, que finalmente fue propietaria de tres farmacias.

## Servicio militar
Townley se unió a la Marina Real Australiana en septiembre de 1940 y, en febrero de 1941, fue enviado a Inglaterra para capacitarse en trabajos de desminado. Regresó a Australia y comandó el barco patrullero de 35 toneladas HMAS Steady Hour, que ayudó a destruir un minisubmarino japonés durante el ataque al puerto de Sídney en junio de 1942. Fue puesto al mando de la lancha motora Fairmile B ML817 en enero de 1943, ascendiendo a Lieutenant Commander interinamente en marzo y participando en la campaña de Nueva Guinea. En junio de 1945 terminó su comisión en la armada australiana e ingresó en la Royal Australian Naval Volunteer Reserve, quedando en la reserva hasta 1955.

## Carrera política

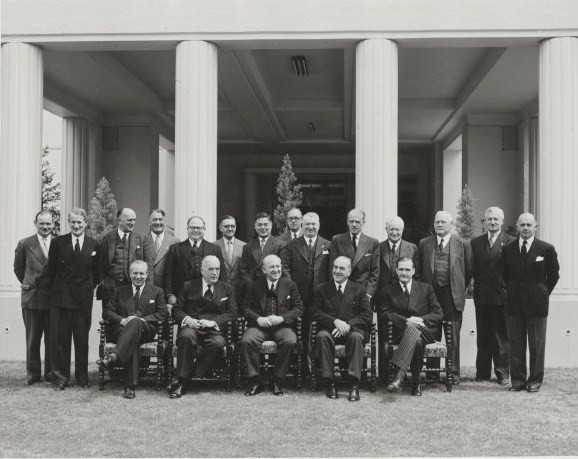
Townley es el cuarto por la izquierda (de pie). Gobierno de Menzies, 1951

Townley se opuso a la nacionalización bancaria del anterior primer ministro Ben Chifley y ganó el escaño de Denison en la Cámara de Representantes de Australia en las elecciones de 1949 por el Partido Liberal de Australia. Robert Menzies valoró su opinión y lo nombró para una serie de carteras, comenzando con Servicios Sociales en mayo de 1951, aunque Paul Hasluck consideraba a Townley una "favorita del maestro" y afirmaba que sólo tenía "ligeras" habilidades administrativas. Menzies nombró a Townley Ministro del Aire y Ministro de Aviación Civil en julio de 1954, ministro de Inmigración en octubre de 1956 y ministro de Abastecimiento en febrero de 1958.
Townley apoyó que Australia tuviera armas nucleares: cuando en 1956 Townley escribió a Philip McBride, ministro de Defensa, recomendando la adquisición de armas nucleares tácticas para armar a los bombarderos English Electric Canberra y a los cazas CAC Sabre australianos.
Townley fue nombrado ministro de Defensa en diciembre de 1958. El 24 de mayo de 1962 anunció que Australia enviaría treinta asesores militares a Vietnam del Sur, comprometiendo a Australia en la guerra de Vietnam. Sufrió problemas de salud durante la década de 1960, incluido un ataque cardíaco y neumonía. Sin embargo, en octubre de 1963 viajó a Washington para firmar un contrato para la compra del avión F-111; este contrato fue más tarde duramente criticado debido al fuerte aumento de precios que se experimentó posteriormente.

## Muerte
Townley dejó el ministerio después de las elecciones de 1963 y el 17 de diciembre se anunció que sucedería a Howard Beale como embajador de Australia en los Estados Unidos. Sin embargo, el 13 de diciembre se desplomó en su oficina de Melbourne y fue trasladado al Mercy Hospital en East Melbourne. El año anterior había sufrido una enfermedad cardíaca y neumonía. Townley murió la víspera de Navidad de 1963, a los 58 años. A su funeral de estado en Hobart asistieron el Gobernador General Lord De L'Isle, el Gobernador de Tasmania Charles Gairdner, el primer ministro Robert Menzies y el primer ministro de Tasmania Eric Reece, así como muchos otros dignatarios.

## Cargos
| Parlamento australiano                                                    | |                                                                  |
| Predecesor: Frank Gaha                                                    | Miembro del Parlamento australiano por la División de Denison 10 de diciembre de 1949 24 de diciembre de 1963 | Sucesor: Adrian Gibson                                           |
| Cargos políticos                                                          | |                                                                  |
| Predecesor: Bill Spooner (politician)                                     | Ministro de Servicio Social 11 de mayo de 1951 9 de julio de 1954                                             | Sucesor: William McMahon                                         |
| Predecesor: William McMahon(Aire) Hubert Lawrence Anthony(Aviación Civil) | Ministro de Aviación 9 de julio de 1954 24 de octubre de 1956                                                 | Sucesor: Frederick Osborne(Aire) Shane Paltridge(Aviación Civil) |
| Predecesor: Harold Holt                                                   | Ministro de Inmigración 24 de octubre de 1956 19 de marzo de 1958                                             | Sucesor: Alick Downer                                            |
| Predecesor: Howard Beale                                                  | Ministro de Abastecimiento 11 de febrero de 1958 10 de diciembre de 1958                                      | Sucesor: Alan Hulme                                              |
| Predecesor: Philip McBride                                                | Ministro de Defensa 10 de diciembre de 1958 18 de diciembre de 1963                                           | Sucesor: Paul Hasluck                                            |